# Via Salaria
La via Salaria è un'antica via consolare romana, che collegava Roma con Porto d'Ascoli (antica Castrum Truentinum, ora quartiere di San Benedetto del Tronto) sul mare Adriatico. Tracciata dagli antichi Sabini nel II millennio a.C., principalmente per il trasporto del sale, fu poi acquisita e migliorata dai Romani; il suo percorso è oggi ricalcato dalla moderna strada statale 4.

## Storia
La via Salaria è una delle più antiche strade romane: infatti venne probabilmente tracciata già prima della fondazione di Roma, per mano dell'antico popolo italico dei Sabini. È inoltre una delle più antiche strade commerciali.
Si ritiene che questo primitivo tracciato fosse stato costruito dai Sabini poco a poco e in tempi diversi, sia per consentire ai loro insediamenti di comunicare tra loro, che per approvvigionarsi di sale: una materia prima di fondamentale importanza all'epoca (perché permetteva la conservazione degli alimenti), che veniva prodotta sia nel litorale marchigiano che in quello laziale (quest'ultimo raggiunto dalla via Campana, che costituiva una sorta di prolungamento della Salaria). Nonostante l'origine eterogenea, i vari tronchi formavano una strada unitaria, che già nel II millennio a.C. consentiva il collegamento tra il litorale tirrenico e quello adriatico.
In seguito alla conquista della Sabina da parte di Roma, avvenuta nel 290 a.C. per opera del console Manio Curio Dentato, la Via Salaria entrò a far parte delle strade consolari dello stato Romano. In tale occasione, la strada fu migliorata e parzialmente ricostruita lungo tutto il suo percorso, per adeguarla agli standard costruttivi dei romani: la superficie venne lastricata, gli attraversamenti di corsi d'acqua furono migliorati con la costruzione di nuovi ponti in pietra, e i passaggi più angusti, nelle gole del Velino e in quelle del Tronto, furono allargati per mezzo di profondi tagli nella roccia.
Non è chiaro quale ordine abbia seguito l'esecuzione di questi lavori: alcuni sostengono che siano partiti dall'Adriatico, altri che siano partiti da Roma, mentre il Palmegiani ritiene più probabile che siano state messe al lavoro due colonne di schiavi, una dall'Adriatico e una da Roma, che si sarebbero incontrate a metà strada. Quest'ultima tesi è avvalorata da alcune testimonianze provenienti dal territorio comunale di Posta: in località Masso dell'Orso è stata infatti rinvenuta una colonna che si crede parte di un più ampio monumento, che celebrerebbe la metà del percorso, mentre la tradizione vuole che l'incontro tra i due fronti del cantiere sia avvenuto nel paese di Sigillo, posto poco più a nord, che avrebbe preso il nome proprio dalla circostanza di rappresentare la congiunzione dei due tratti della Salaria, provenienti da Roma e dall'Adriatico.
Tra il 96 e il 99, l'imperatore Nerva fece realizzare una variante al tratto iniziale compreso tra le mura aureliane e ponte Salario, in modo da evitare il tortuoso passaggio per il monte Antenne e la città di Antemnae: il nuovo tracciato prese il nome di Salaria Nova, mentre quello vecchio fu denominato Salaria Vetus.
Come accadde anche alle altre strade consolari, dopo la caduta dell'impero romano la via Salaria fu lasciata in abbandono fino a ridursi quasi a un sentiero. I vari tratti della consolare tornarono a fiorire con il ritorno del commercio dopo l'anno mille, ma più come un insieme di tronconi a sé stanti che come una strada unitaria. I molti secoli di oblio, infatti, avevano cancellato il ricordo di quale fosse il tracciato originario della Via Salaria, che non era più ben determinato o conosciuto. Per tale ragione, dall'umanesimo in poi, nacque tra gli studiosi un lungo dibattito su quale fosse il percorso integrale della consolare in epoca romana, dibattito che si concluse solo tra Ottocento e Novecento. Nel 1923, all'atto dell'istituzione delle strade statali, il percorso della via Salaria venne incluso tra di esse con il nome di strada nazionale 67 Salaria, nome che nel 1928 diverrà l'attuale strada statale 4 Via Salaria.

### Origine del nome
Il suo nome, a differenza delle altre consolari che sono denominate per la località a cui conducevano o per l'artefice della loro costruzione, deriva dall'essenziale utilizzo che se ne faceva: il trasporto del sale dai luoghi di produzione sul mare verso l'interno. Sul versante tirrenico, il sale aveva origine principalmente dal Campus salinarum alla foce del Tevere. Gli antichi Sabini del versante orientale inizialmente si procuravano il sale anche per l'alimentazione delle abbondanti greggi, dai luoghi di produzione del mare Adriatico. Inoltre nei pressi di Mozzano fin dai tempi antichi si estraeva il sale dalla sorgente di acqua salata, che veniva lavorato nella limitrofa officina o fabbrica del sale.
La via Salaria, sul versante occidentale, era destinata a trasportare il sale dal guado del Tevere nei pressi dell'isola Tiberina e del Foro Boario fino alla Sabina, mentre la via Campana dal guado raggiungeva la foce costeggiando la riva destra del fiume. Una via era di fatto il prolungamento dell'altra, costituendone un sistema di collegamento viario strategico e unitario, pre-esistente alla fondazione di Roma nell'VIII secolo a.C.
A partire dal XV secolo, per indicare il tratto Roma-Rieti della consolare, si è diffusa anche l'erronea denominazione di Via Quinzia (che indica invece altre strade consolari romane); questo nome è utilizzato ancora oggi e ha dato luogo a toponimi come Borgo Quinzio.

## Tracciato
Dentro Roma, il tratto urbano della via Salaria usciva dalle mura Serviane costeggiando le pendici occidentali del Quirinale e l'area dove sorgerà Fontana di Trevi, con il nome di vicus Caprarius (attuali via della Pilotta, via dei Lucchesi, via di San Vincenzo e via della Stamperia). La Salaria Vetus saliva sul Pincio attraversando le mura Aureliane a porta Pinciana e proseguendo dai Parioli (per le attuali via Paisiello, via de Cavalieri, viale Romania e via di San Filippo Martire) verso il monte Antenne (Antemnae). La Salaria Nova usciva invece dalle mura Serviane a porta Collina e dalle mura Aureliane a porta Salaria e, costeggiando l'area dell'attuale Villa Ada, si ricongiungeva al tracciato più antico nei pressi dell'attraversamento dell'Aniene sul ponte Salario.
Addentrandosi nel territorio della Sabina, superava la vicina torre medievale e giungeva ai colli di Fidene (Fidenae) e l’attuale Colle Salario per proseguire verso Settebagni (Septem balnea). Veniva dunque aggredita la collina della Marcigliana, superata Eretum (attuale territorio di Montelibretti ) e quindi il passo sul torrente Corese (Cures, attuale Passo Corese); al miglio XXXIII la strada incontrava la stazione di sosta di Vicus Novus o Mansio at Novas (attuale Osteria Nuova) e più avanti Torricella e Poggio San Lorenzo.
Nei pressi di Trebula Mutuesca, oggi Monteleone Sabino, si staccava dalla Salaria la via Cecilia, che volgeva a levante scavalcando l'Appennino con il valico di Sella di Corno per raggiungere la piana di Amiternum e il Passo delle Capannelle proseguendo per il paese dei Pretutii (la provincia di Teramo) fino al mare nei pressi di Giulianova. Nei pressi dell'attuale Belmonte in Sabina, la Via Salaria superava il torrente Ariana con il Ponte Sambuco, tuttora conservato.

L'antico percorso della Salaria a Rieti, in uso fino all'Ottocento

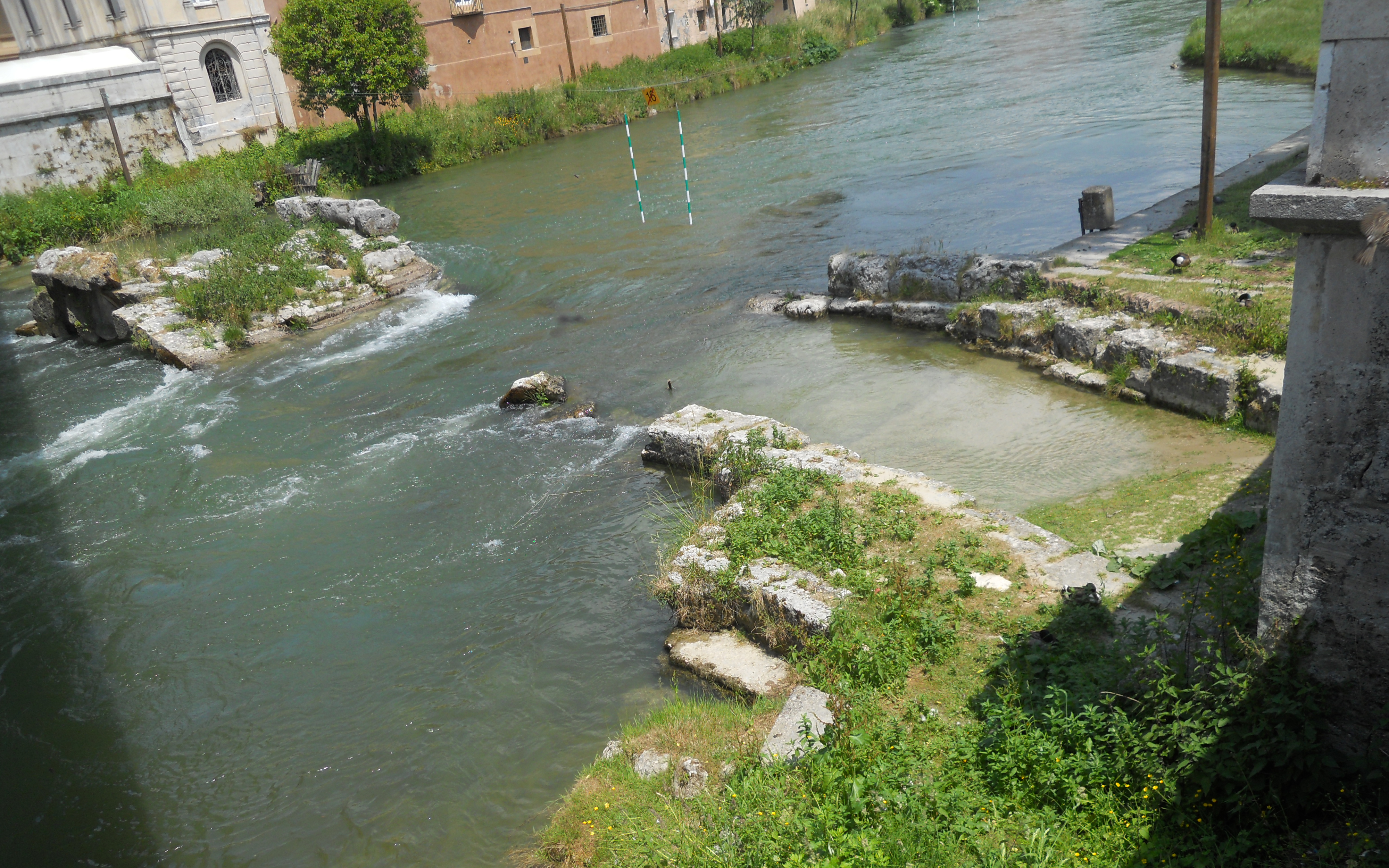
I resti del ponte romano di Rieti, parte della Salaria.

Da lì, la via costeggiava il fiume Turano e faceva ingresso nella città sabina di Rieti (Reate), dove attraversava il fiume Velino con il Ponte romano di Rieti e raggiungeva il foro superando il dislivello tramite un viadotto (i cui resti sono ancora visibili nelle fondamenta degli edifici in via Roma), sul quale si apriva la Porta Romana della cinta muraria. Una pietra miliare della Via Salaria è visibile nella cripta della Cattedrale di Rieti, dove è stata riutilizzata come colonna.
Da qui l'arteria volgeva verso oriente, uscendo da Reate dalla Porta Interocrina e costeggiando il fiume Velino fino a raggiungere l'alta Civitas ducalis, oggi Cittaducale (di fondazione medievale e non romana), e successivamente l'importante località termale di Cotilia (Vicus reatinus) nella Piana di San Vittorino.
Attraversato il Velino presso il Ponte Margherita, la Via entra a Borgo Velino e ad Antrodoco (Interocrìum). La Salaria proseguiva in direzione nord all'interno delle Gole del Velino, alle pendici del monte Terminillo, il cui superamento richiese idee e soluzioni tecniche avanzate per gli ingegneri di Augusto, di Vespasiano e di Traiano; ancora oggi nelle gole sono visibili gli imponenti tagli nella roccia operati per permettere il passaggio della strada. La strada si inerpica progressivamente sino a uscire dalle gole giungendo all'abitato di Posta, strategica e antica mansio romana, e quindi all'ampio altipiano di Bacugno e di Cittareale, nell'antica Valle Falacrina sino a raggiungere il valico di Torrita (1000 m s.l.m.).
A questo punto la strada scavalca lo spartiacque tirreno-adriatico e comincia a scendere nell'ampio altipiano della conca amatriciana. La via quindi scende nella valle del Tronto, attraversando Accumoli e Pescara del Tronto, Arquata del Tronto, Trisungo, Quintodecimo, Acquasanta Terme per giungere ad Ascoli Piceno (Asculum) e infine sul Mare Adriatico in località Castrum Truentinum alla foce del fiume sulla riva destra (Martinsicuro).